# 6月20日
6月20日是公历一年中的第171天（闰年第172天），离全年结束还有194天。

## 大事记

### 18世紀以前
- 451年：西罗马帝国与西哥德王国联军于沙隆战役中击败由阿提拉率领的匈人军队。
- 1409年：明朝十三陵开始建造。
- 1562年（明世宗嘉靖四十一年五月壬寅）：严嵩因重用亲信，排斥异己，贿赂公行，贪污腐化于是日被罢职，其子嚴世蕃被捕入狱遂杀。
- 1605年：俄国沙皇费奥多尔二世·鲍里索维奇·戈东诺夫在宫廷政變中被杀。

### 18世紀
- 1782年：美国国会通過並正式採用美国国徽圖章。
- 1789年：法国三级会议第三等级代表举行反对国王路易十六的网球厅宣誓，法国大革命爆发。
- 1791年：在法国大革命中，法国国王路易十六率领王室乘坐马车从巴黎杜伊勒里宫出逃。

### 19世紀
- 1837年：亚历山德丽娜·维多利亚在英国国王威廉四世逝世后继任王位，展开长达63年的统治。
- 1858年：印度民族起義被镇压，莫卧儿帝国正式覆灭，英属印度成立，继承原不列颠东印度公司辖地。
- 1863年：西維吉尼亞州成為美國第35州。
- 1877年：亚历山大·格拉汉姆·贝尔安装了世界上第一个商业电话服务在加拿大安大略省的哈密爾頓。
- 1895年：穿越日德蘭半島、溝通波羅的海和北海的德國基爾運河正式建成通航，是世界上最為繁忙的人工水道之一。
- 1900年：義和團運動成員開始在北京設立的使館區東交民巷展開長達55天的圍困。

### 20世紀
- 1943年：美国底特律发生种族暴乱，29人丧生，数以百计的人严重受伤，成为第二次世界大战以来美国国内最大的一次种族冲突。
- 1948年：馬來亞爆發抗英戰爭。
- 1949年：保加利亞共產黨人政府副總理特拉伊乔·科斯托夫被捕，及後被槍決。
- 1960年：由塞内加尔和马里组成的马里联邦宣布脱离法国独立。
- 1963年：在古巴飞弹危机之后，美国白宫与苏联克里姆林宫架设彼此之间直接沟通的美俄热线。
- 1964年：民航空運公司CT-106班機空難：一架由臺中水湳機場飛往臺北松山機場C-46運輸機，於起飛後5分鐘墜毀於臺中縣神岡鄉，機上所有乘客及機組人員遇難。受難者當中有許多當時到臺灣參加亞太影展的貴賓，包括新加坡導演陆运涛夫婦。
- 1966年：法国总统夏爾·戴高樂訪問苏联。
- 1974年：錫金议会通过了由印度拟定的锡金宪法，规定印度政府派驻的首席行政官为政府首脑和议会议长。同年9月印度宪法修正案规定锡金为印度的“联系邦”，在印度两院各为锡金设一个议席。
- 1982年：儘管土耳其試圖因包含有關亞美尼亞種族滅絕的報告而取消會議，首屆主要的種族滅絕研究（英语：Genocide studies）國際會議大屠殺與種族滅絕國際研討會還是召開。
- 1984年：臺灣臺北縣海山煤礦發生煤塵爆炸，造成72人死亡。
- 1991年：德国议会决定将首都从波恩迁往柏林。

### 21世紀
- 2002年：中國黑龙江省雞西礦務局城子河煤礦發生特大瓦斯爆炸事故，造成124人死亡。
- 2003年：维基百科创始人吉米·威尔斯宣布在美国佛罗里达州圣彼德斯堡成立维基媒体基金会。
- 2011年：互联网名称与数字地址分配机构（ICANN）通过决议，宣布将放开对通用顶级域名的限制，允许企业和机构以自创的名称注册为通用顶级域名。
- 2011年：在茉莉花革命下台的突尼斯前總統宰因·阿比丁·本·阿里因挪用公款罪被判處35年監禁。
- 2011年：RusAir 9605號班機空難：一架俄罗斯RusAir（英语：RusAir）航空公司圖-134客机在卡累利阿共和国首府彼得罗扎沃茨克的机场附近迫降时坠毁，导致44人死亡。
- 2019年：中電發出上市以來首次盈警，受澳洲業務拖累，預期中期業績錄得虧損，消息公布後翌日股價最多急跌5.5%，收市跌4.27%，是表現最差藍籌，亦是該股2008年金融海嘯以來最大跌幅。
- 2021年：繼日本捐贈124萬劑AZ疫苗後，美國政府再捐贈250萬劑莫德納疫苗，華航專機運抵台灣桃園國際機場。

## 出生
- 1389年：蘭開斯特的約翰，英格蘭軍人、政治家、貴族，第一代貝德福德公爵。（1435年逝世）
- 1726年：路易絲·亨麗埃特·德·波旁，法國奥尔良公爵夫人。（1759年逝世）
- 1737年：德川家治，日本江戶幕府第10代征夷大將軍。（1786年逝世）
- 1786年：瑪瑟琳·代博爾德-瓦爾莫，法國詩人、小說家。（1859年逝世）
- 1819年：雅克·奥芬巴赫，法國作曲家。（1880年逝世）
- 1844年：基多·韋爾尼希，奧地利神經學家。（1919年逝世）
- 1894年：竹鶴政孝，日本化學家、企業家，被譽為「日本威士忌之父」。（1979年逝世）
- 1916年：新馬師曾，香港粵劇演員。（1997年逝世）
- 1925年：賽·斯特魯洛維奇，加拿大男子籃球運動員。（2020年逝世）
- 1926年：吳耀庭，臺灣企業家，大統集團創辦人。（2012年逝世）
- 1928年：讓-馬里·勒龐，法國政治家，極右翼政黨國民陣線創立者。（2025年逝世）
- 1929年：艾迪絲·溫莎，美國LGBT權益活動家。（2017年逝世）
- 1935年：黃機明，越南共和國海軍准將，越南革命家，民主活動家。（1987年逝世）
- 1942年：布萊恩·威爾森，美國音樂家、詞曲作家、歌手、唱片製作人。（2025年逝世）
- 1943年：上村雅之，日本工程師、遊戲設計者，任天堂統合開發本部顧問。（2021年逝世）
- 1946年：沙納納·古斯芒，東帝汶獨立後首任總統。
- 1949年：戈塔巴雅·拉賈帕克薩，斯里蘭卡政治人物，現任斯里蘭卡總統。
- 1950年：堂·拜爾，美國商人、政治人物，現任美國眾議院議員。
- 1951年：賴士葆，中華民國第四、六、七、八、九屆立法委員。
- 1953年：明居正，中華民國政治學者。
- 1954年：伊蘭·拉蒙，以色列太空人。（2003年逝世）
- 1956年：提姆·韋納，美國記者、作家。
- 1958年：李文忠，中華民國第五屆立法委員。
- 1958年：龍飄飄，臺灣女歌手。
- 1958年：一龍齋貞友，日本女性聲優。
- 1958年：德拉帕迪·慕爾穆，印度教師、政治人物，現任印度總統
- 1963年：逢坂浩司，日本動畫人物設定師、原畫師。
- 1967年：妮可·基曼，美國女演員。
- 1967年：孫鐘鶴，韓國男演員。
- 1968年：尤里·巴斯卡托夫，蘇聯男子游泳運動員。（2022年逝世）
- 1968年：罗伯特·罗德里格兹，美國電影導演。
- 1968年：馬特烏什·莫拉維茨基，波蘭歷史學家、經濟學家、政治人物，第16任波蘭總理。
- 1969年：蔣雯麗，中國女演員、製片人、導演、編劇。
- 1969年：亚历山大·沙伦贝格，奧地利外交官，現任奧地利總理。
- 1969年：保羅·本托，葡萄牙職業足球運動員。
- 1970年：李嘉欣，香港女演員、模特兒。
- 1970年：張庭，臺灣演員。
- 1973年：范振鋒，香港DJ。
- 1973年：辛柏青，中國男演員。
- 1973年：喬什·夏皮羅，美國律師、政治人物，現任賓夕法尼亞州州長
- 1975年：李霄鹏，中國足球運動員。
- 1976年：稻垣理一郎，日本漫畫編劇。
- 1977年：小林泉美，日本女子職業圍棋棋士。
- 1978年：法蘭·林柏特，英格蘭職業足球運動員。
- 1981年：邁克·溫克爾曼，美國數位藝術家、平面設計師、動畫師。
- 1983年：應采兒，香港、台灣電影演員。
- 1983年：羅浩銘，香港動作演員。
- 1984年：鍾舒漫，香港女歌手。
- 1984年：潘裕文，臺灣歌手。
- 1985年：陶妍霖，臺灣女歌手。
- 1986年：佐佐木祐介，日本男性聲優
- 1986年：派翠克·歐布萊恩，美國NBA職業籃球運動員
- 1987年：鄧福如，臺灣女歌手。
- 1988年：May J.，日本女歌手。
- 1990年：丁宁，中國女子乒乓球選手。
- 1990年：徐晨辰，中國女子組合SNH48成員。
- 1990年：艾瑟琳·索爾海姆，挪威女歌手、作詞人。
- 1992年：金優鎮，韓國男子射箭運動員。
- 1994年：戴資穎，臺灣女子羽球運動員。
- 1994年：姜泰伍，韓國男演員。
- 1995年：潔芮汀·薇思瓦納森，澳大利亞女演員。
- 1998年：吳偉豪，香港男演員。
- 1999年：水野由結，日本音樂團體BABYMETAL成員。
- 1999年：樊治欣，中國男演員。
- 2000年：艾莉兒，臺灣女子團體A'N'D成員。
- 2001年：貢薩洛·拉莫斯，葡萄牙職業足球運動員。
- 2001年：尼古拉斯·傑克遜，塞內加爾職業足球運動員。
- 生年不詳：黃子敬，香港配音員

## 逝世
- 306年：邢喬，西晉官員。（生年不詳）
- 840年：虔誠者路易，法蘭克國王。（778年出生）
- 1605年：费奥多尔二世·鲍里索维奇·戈东诺夫，俄國沙皇。（1589年出生）
- 1747年：納迪爾沙，伊朗沙阿，阿夫沙爾王朝開國君主。（1688年出生）
- 1776年：班傑明·亨茨曼，英國發明家、製造商。（1704年出生）
- 1787年：卡爾·弗里德里希·阿貝爾，德國作曲家。（1723年出生）
- 1837年：威廉四世，英国國王，漢諾瓦國王。（1765年出生）
- 1869年：土方歲三，日本幕末之佐幕派大將，新選組副長。（1835年出生）
- 1897年：喬珀托斯·史汀史翠普，丹麥動物學家。（1813年出生）
- 1900年：克萊門斯·馮·克林德，德国駐華公使，在義和團事變期間被清軍殺死，成為八國聯軍的導火線之一。（1853年出生）
- 1940年：歐內斯特·W·吉布森，美國律師、政治人物。（1871年出生）
- 1946年：婉容，大清皇后，末代皇帝溥儀嫡妻元配。（1904年出生）
- 1960年：安德烈·帕特里，法國天文學家。（1902年出生）
- 1964年：陆运涛，新加坡華語電影人，電懋影業公司董事長（1915年出生）
- 1965年：伯納德·巴魯克，美國金融家、股票投資商、慈善家、政治家，曾任美國總統顧問。（1870年出生）
- 1966年：乔治·勒梅特，比利时牧师、宇宙学家。（1894年出生）
- 1968年：容國團，中國男子乒乓球運動員。（1937年出生）
- 1987年：嵯峨浩，末代皇弟溥傑妻子。（1914年出生）
- 1998年：康拉德·舒曼，德國士兵，歷史上最著名的東德逃亡者之一。（1942年出生）
- 2001年：吉娜·西格娜，意大利-法国出生歌剧聲樂家，戲劇女高音。（1900年出生）
- 2005年：傑克·基爾比，美國物理學家，積體電路的發明者之一，2000年諾貝爾物理學獎得主。（1923年出生）
- 2007年：林明義，臺灣政治人物，前任中華民國立法委員。（1954年出生）
- 2010年：黎新祥，香港足球員及足球教練。（1950年出生）
- 2013年：吳征鎰，中國植物學家。（1916年出生）
- 2023年：席慕德，臺灣聲樂家。（1938年出生）
- 2024年：唐纳德·萨瑟兰，加拿大男演員。（1935年出生）
- 2025年：瑪麗塔·卡馬喬·基羅斯，哥斯大黎加超級人瑞。（1911年出生）
- 2025年：保利·內瓦拉，芬蘭男子田徑運動員。（1940年出生）
- 2025年：布雷克·法蘭索德，美國政治人物。（1961年出生）

## 节假日和习俗
- 世界难民日
- 阿根廷：國旗日
- ：烈士節